# Parandaniexis mirabilis
Parandaniexis mirabilis är en kräftdjursart som beskrevs av Schellenberg 1929. Parandaniexis mirabilis ingår i släktet Parandaniexis och familjen Stegocephalidae. Inga underarter finns listade i Catalogue of Life.